# Canale di Ravaldino
Il canale di Ravaldino è un antico canale artificiale di Forlì, costruito, secondo la tradizione nel 1050. Venne utilizzato in passato per alimentare i numerosi mulini oggi non più oggi esistenti o quantomeno non funzionanti il canale, a livello cittadino, è quasi completamente interrato mentre è completamente scoperto prima dell'ingresso e dopo l'uscita dalla città.
Oggi il canale scorre sotterraneo, ma, dal momento della sua costruzione fino alla metà del novecento, attraversava la città allo scoperto. Con interventi di adeguamento e messa in sicurezza, il canale, di larghezza media di 4-5 m e di 2-3 m di altezza, è percorribile per 1895 m sotto la città e ne permette suo attraversamento dall'estremità nordoccidentale del centro storico fino all'estremità opposta. Il suo dislivello fra l'ingresso alle mura di Ravaldino fino all'uscita alle mura del Pelacano, è di 12,48 m.
Il canale ha una lunghezza totale di circa 23 km e nasce nella frazione di San Lorenzo in Noceto e sbocca nel fiume Ronco nei pressi della frazione di Coccolia, nel comune di Ravenna. Il canale alimentava 8 mulini per cereali nonché il fossato della rocca. La presa del canale alla rocca è oggi scomparsa anche se, nel 1973, sono state rinvenute tracce di un condotto ottocentesco che attraversava piazzale Ravaldino collegandosi al fossato.
Il canale Ravaldino giunge in città, dopo aver costeggiato il viale dell'Appennino, proveniente dalla frazione di San Lorenzo in Noceto, dove, la chiusa di Calanco, prende l'acqua dal fiume Rabbi, in passato chiamato Acquaviva. Ancora oggi, a monte, per la precisione all'incrocio tra via Risorgimento e viale dell'Appennino, si trova, seppur modificato e ristrutturato, il quattrocentesco mulino del fico, mentre più a valle, all'altezza del ponte per via del partigiano, è rintracciabile la chiusa settecentesca di regolazione.

## Storia
Le origini del canale di Ravaldino, noto anche come ramo del Rabbi, sono molto incerte. Fu fatto costruire intorno al 1050 da Scarpetta Ordelaffi, capitano del popolo. Nel 1202 il canale sarebbe poi stato completato nella sua parte finale fino alla confluenza nel Ronco in zona ravennate. Inizialmente attraversava la città a cielo aperto, per cui, nel medioevo, il canale consentiva di rifornire d'acqua i mulini che producevano forza motrice per macinare, per gualcare tessuti e per conciare le pelli. Nel suo percorso cittadino il canale alimentava una serie di canali derivati, di reti e di chiaviche che, in giri concentrici, alimentavano circuito idrico cittadino della Forlì medioevale. In epoca rinascimentale il canale alimentava il grande e profondo fossato che circondava la rocca di Ravaldino.
Nel 1459, Pino III Ordelaffi ne fece coprire il tratto di scorrimento in corrispondenza del palazzo del Comune, in confronto, avanzato verso la piazza, diede origine al cosiddetto ponte buio.
Fino alla fine dell'Ottocento il canale di Ravaldino restò scoperto lungo via dei camaldolesi (oggi via Caterina sforza) dove alimentava un pubblico lavatoio all'angolo di via Chiavàre (oggi via Andrelini) e, immediatamente dopo, il mulino Faliceto, attivo fino alla Seconda guerra mondiale.
Nel corso degli anni, per incuria e per il disuso, il percorso cittadino del canale divenne un'enorme cloaca maleodorante, dove si gettava ogni tipo di rifiuto, creando costante pericolo di epidemie e malattie. Per questo progressivamente il canale fu coperto pressoché per intero.
Le operazioni di risanamento, operate nel corso della primavera del 1994, hanno consentito una ricognizione del condotto.

## Percorso cittadino
Pur scorrendo quasi completamente coperto, è possibile seguire il percorso del canale a livello stradale, dividendolo in 3 tratti:
- Primo tratto: Di una lunghezza di circa 930 m, corrisponde, quasi certamente, al tracciato cittadino del vecchio fiume Acquaviva. Da piazzale Ravaldino, sul punto d'ingresso nella città, arriva fino a piazza Saffi.
- Secondo tratto: di una lunghezza di circa 720 m, da torre Numai fino ad arrivare a livello dell'antico tracciato delle mura cittadine.
- Terzo tratto: di una lunghezza di circa 245 m, dal punto in cui esce dal centro storico, e si dirige, rettilineo verso la periferia della città.